# ميفيس (لقصابي تاكوست)
ميفيس هي إحدى مشيخات المملكة المغربية، تتبع جغرافيا لإقليم كلميم وإداريًا للقصابي تاكوست. يقدر عدد سكانها بـ 119 نسمة حسب الإحصاء الرسمي للسكان والسكنى لسنة 2004.